# Synema riflense
Synema riflense är en spindelart som beskrevs av Embrik Strand 1909. Synema riflense ingår i släktet Synema och familjen krabbspindlar. Inga underarter finns listade i Catalogue of Life.